# Віллем Ейнтговен
Віллем Ейнтговен (нід. Willem Einthoven; 21 травня 1860, Семаранг — 29 вересня 1927, Лейден) — нідерландський фізіолог, основоположник електрокардіографії, сконструював у 1903 році прилад для реєстрації електричної активності серця, вперше в 1906 році використовував електрокардіографію в діагностичних цілях, здобув Нобелівську премію з фізіології і медицині в 1924 році.

## Становлення як вченого[3]
Віллем Ейнтговен народився 21 травня 1860 році в Семаранзі в сім'ї військового лікаря Якоба Ейнтговена, нащадка іспанських євреїв, що переселилися до Голландії за часів інквізиції в XV столітті , та його другої дружини Луїзи де Фогель, дочки місцевого фінансового керуючого. Прізвище «Ейнтговен» походить від двоюрідного діда Якоба — згідно з кодексом Наполеона всі громадяни Франції та її провінцій, якою тоді була Голландія, були зобов'язані придбати прізвище, тому Ізраїль Давид, двоюрідний дід Якоба, взяв перероблене прізвище за місцем проживання міста Ейндговена. Віллем був старшим з трьох синів і третьою дитиною в сім'ї. У 1866 у Якоб Ейнтговен помер від інсульту, залишивши на руках Луїзи шестеро дітей. Через чотири роки сім'я переїхала в Утрехт. Там Віллем закінчив середню школу (нід. Hogere burgerschool) і 16 жовтня 1878 року поступив на медичне відділення в Утрехтському університеті, уклавши армійський контракт для оплати навчання, оскільки сім'я зазнавала фінансових труднощів.

### Навчання[7]
Віллем мав намір піти по стопах батька, однак його виняткові здібності почали розвиватися в зовсім іншому напрямку. Після проходження практики помічником офтальмолога у відомій в Голландії очній лікарні «Gasthuis voor Ooglijders» (дослівно — нід. госпіталь для страждаючих від очних хвороб) і здобуття ступеня бакалавра він провів два дослідження, що викликали згодом широкий інтерес. Перше називалося «Quelques remarques sur le mécanisme de l'articulation du coude» (фр. Деякі зауваження про механізм ліктьового суглоба). Справа в тому, що Ейнтговен був шанувальником фізичного виховання. У студентські роки він був відмінним спортсменом і не раз переконував своїх друзів «не дати загинути тілу». Він був обраний президентом союзу гімнастів і фехтувальників і пізніше став одним із засновників Утрехтського студентського гребного клубу. Під час заняття гімнастикою він зламав зап'ястя і для того, щоб відновити працездатність руки, зайнявся гребним спортом, почасти заради суперництва зі своїм братом за перше місце у змаганні з веслування серед голландських студентів. У той же час, будучи вимушено обмеженим в русі, він зацікавився пронацією і супінація руки і роботою плечового і ліктьового суглобів.

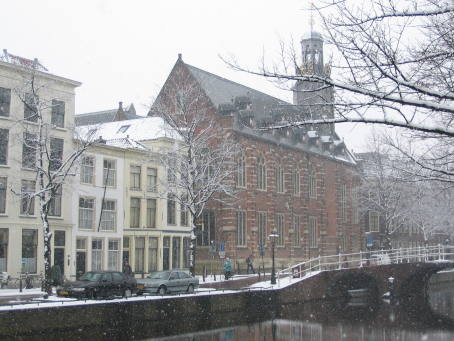
Основна будівля Лейденського університету

Пізніше Ейнтговен під керівництвом офтальмологів Франса Дондерса і Германа Снеллена провів друге дослідження «Stereoscopie door kleurverschil» (нід. стереоскопії за допомогою диференціювання квітів, 1885), яке було опубліковано як його докторська дисертація. У тому ж році Ейнтговен здобув ступінь доктора медицини і філософії. Згідно з умовами армійського контракту він був зобов'язаний пройти службу в медичному корпусі. Проте в тому ж році помер професор фізіології в Лейдені Адріан Хейнсіус, і з рішучою підтримкою Ф. Дондеса Віллем був призначений наступником Хейнсіуса, що звільнило його від військової повинності. Таким чином Ейнтговен в січні 1886 року у віці 25 років увійшов на посаду професора Лейденського університету, залишаючись на цій посаді все життя. Першим його серйозним дослідженням, проведеним у Лейдені, було «Über die Wirkung der Bronchialmuskeln nach einer neuen Methode untersucht, und über Asthma nervosum» (нім. Про роботу бронхіальної мускулатури, вивченої новим методом, і про нервову астму, 1892). У книзі В. Нагеля «Довідник з фізіології людини» (нім. Handbuch der Physiologie des Menschen) воно охарактеризоване як «велика робота».
У той же час Ейнтговен відновив дослідження в оптиці. Серед його робіт на цю тему можна виділити «Eine einfache physiologische Erklärung für verschiedene geometrisch-optische Täuschungen» (нім. Просте фізіологічне пояснення різних геометрично-оптичних ілюзій, 1898), «Die Accomodation des menschlichen Auges» (нім. Акомодація людського ока, 1902), «The form and magnitude of the electric response of the eye to stimulation by light at various intensities» (англ. Вид і величина електричного відгуку очей на світлове збудження різної інтенсивності, 1908).

## Електрокардіографія

Зубці стереотипної електрокардіограми

У 1885–1889 роках Ейнтговен займався дослідженням фізіології дихання, зокрема вивченням роботи блукаючого нерва у механізмі контролю дихання. В 1889 році Ейнтговен відвідав перший міжнародний конгрес з фізіології в Базелі. Там він познайомився з технікою запису електрокардіограми, продемонстрованої Огастесом Уоллером на прикладі своєї собаки Джиммі, якому в 1887 році вперше вдалося записати кардіограму людини на капілярному електрометрі. У 1893 році на засіданні Нідерландської медичної асоціації Ейнтховен запропонував до використання новий термін «електрокардіограма». Пізніше, однак, він відмовився від авторства на користь Уоллера. З 1890 по 1895 роки Ейнтховен займався пристроєм капілярного електрометра, покращуючи його функціональність і збільшуючи роздільну здатність, застосовуючи фізико-математичний підхід. Йому вдалося отримати хороші електрокардіографічні зображення. Кожному циклу серцевого скорочення відповідало п'ять зубців, для яких Ейнтговен ввів нову номенклатуру: P, Q, R, S, T і U, щоб уникнути розбіжностей з номенклатурою A, B, C і D, введену ним у попередніх роботах по дослідженню електрометра, в яких він не записував негативні зубці.

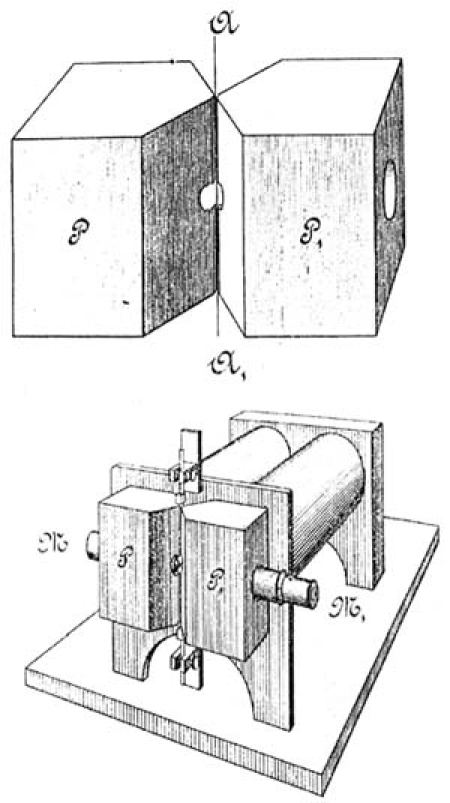
Струнний гальванометр Ейнтговена

Ейнтговену не вдавалося удосконалити капілярний електрометр настільки, щоб він міг застосовуватися в діагностичних цілях. Тому він почав працювати з іншим інструментом — струнним гальванометром. Ейнтговен не знав про те, що в 1897 році схожий пристрій вже було сконструйовано як засіб зв'язку французьким інженером Клементом Адером. Однак апарат Адера мав чутливість, якої не було достатньо для використання для електрокардіографії. Тим не менш, у своїй роботі «Un nouveau galvanomètre» (фр. Новий гальванометр, 1901) Ейнтговен згадав апарат Адера.
При розробці власного струнного гальванометра Ейнтговен взяв за основу конструкцію магнітоелектричний гальванометр Депре- д'Арсонваля. Він замінив рухомі частини (котушку і дзеркало) на тонку посріблену кварцову нитку (струну). За нитки пропускався електричний сигнал серця, що реєструється з поверхні шкіри. Внаслідок цього на нитку в поле електромагніта діяла сила Ампера, прямо пропорційна величині сили струму ({\displaystyle d{\vec {F}}=I[d{\vec {l}},{\vec {B}}]}), і нитка відхилялася нормально до напрямку ліній магнітного поля. Кварцові нитки виготовлялися таким чином: на кінці стріли закріплювалось кварцове волокно таким чином, щоб воно утримувало стрілу при натягнутій тятиві лука; волокно нагрівалося до того ступеня, коли воно не було здатне стримувати натягнення тятиви, і стріла вистрілювала, витягаючи волокно в тонку однорідну нитку діаметром 7 μ. Далі нитку потрібно покрити шаром срібла, для цього Ейнтговен сконструював спеціальну камеру, в якій вона бомбардувалися сріблом без домішок.
Однією з найбільших проблем було створення джерела сильного і постійного за значенням магнітного поля. Ейнтговену вдалося створити електромагніт, що забезпечував поле в 22 000 Гс, однак він настільки розігрівався в робочому стані, що для нього довелося підвести систему водяного охолодження. Інша проблема полягала у створенні системи запису і вимірювання відхилень нитки. Порадившись з Дондесом і Снелленом, Ейнтговен сконструював систему лінз, яка дозволяла фотографувати тінь нитки. Як джерело світла він використовував масивну дугову лампу. Пристрій фотографічної камери мав у своєму складі фотографічну пластинку, яка під час зняття показників рухалася з постійною швидкістю, регульована масляним поршнем. Пластинка пересувалася під лінзою, на якій була нанесена шкала у вольтах. Тимчасова шкала наносилася на саму платівку тінями від спиць обертового з постійною кутовою швидкістю велосипедного колеса.

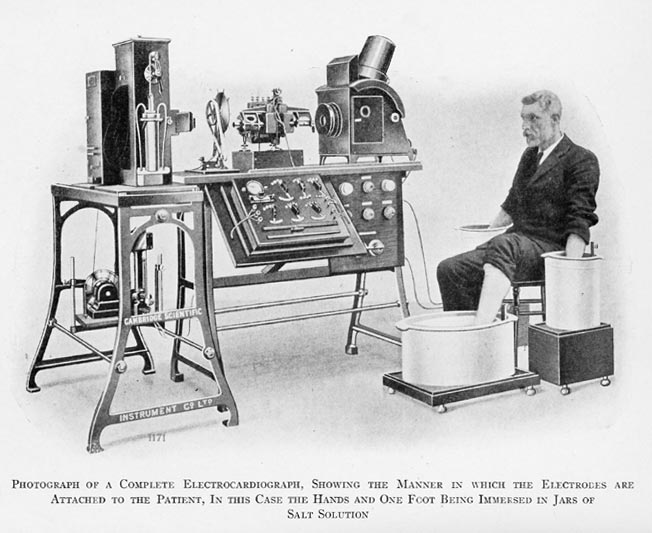
Рання модель електрокардіографа

Завдяки використанню дуже легкої і тонкої нитки і можливості змінювати її напругу для регулювання чутливості приладу струнний гальванометр дав змогу отримати точніші вихідні дані, ніж капілярний електрометр. Першу статтю про записувані електрокардіограми людини на струнному гальванометрі Ейнтховен опублікував у 1903 році. Існує думка, що Ейнтговену вдалося досягти точності, яка перевершує багато сучасних електрокардіографів.
У 1906 році Ейнтговен опублікував статтю «Le télécardiogramme» (фр. Телекардіограмма), у якій описав метод запису електрокардіограми на відстані і вперше показав, що електрокардіограми різних форм серцевих захворювань мають характерні відмінності. Він навів приклади кардіограм, знятих у пацієнтів з гіпертрофією правого шлуночка при мітральної недостатності, гіпертрофією лівого шлуночка при аортальній недостатності, гіпертрофії лівого вушка передсердя при мітральному стенозі, ослабленою серцевого м'язу, з різними ступенями блокади серця при екстрасистолі.
Незабаром після опублікування першої статті про застосування електрокардіографа Ейнтговен відвідав інженер з Мюнхена Макс Едельманн з пропозицією налагодити виробництво електрокардіографів і виплачувати Ейнтговену відрахування приблизно по 100 марок за кожен проданий апарат. Перші електрокардіографи, вироблені Едельманом, були фактично копіями зразка, сконструйованого Ейнтговеном. Однак вивчивши креслення електрокардіографа Ейнтговена, Едельманн зрозумів, що його можна вдосконалити. Він збільшив потужність і зменшив розміри магніту, а також усунув необхідність його водяного охолодження. У результаті Едельманн сконструював апарат, що сильно відрізняється по параметрах і дизайну від першоджерела, до того ж він дізнався про апарат Адера і використовував це як аргумент до того, щоб більше не виплачувати дивіденди від продажів. Розчарувавшись, Ейнтговен вирішив надалі не співпрацювати з Едельманом і звернувся з пропозицією укласти угоду про виробництво до директора компанії CSIC Хоресу Дарвіну.

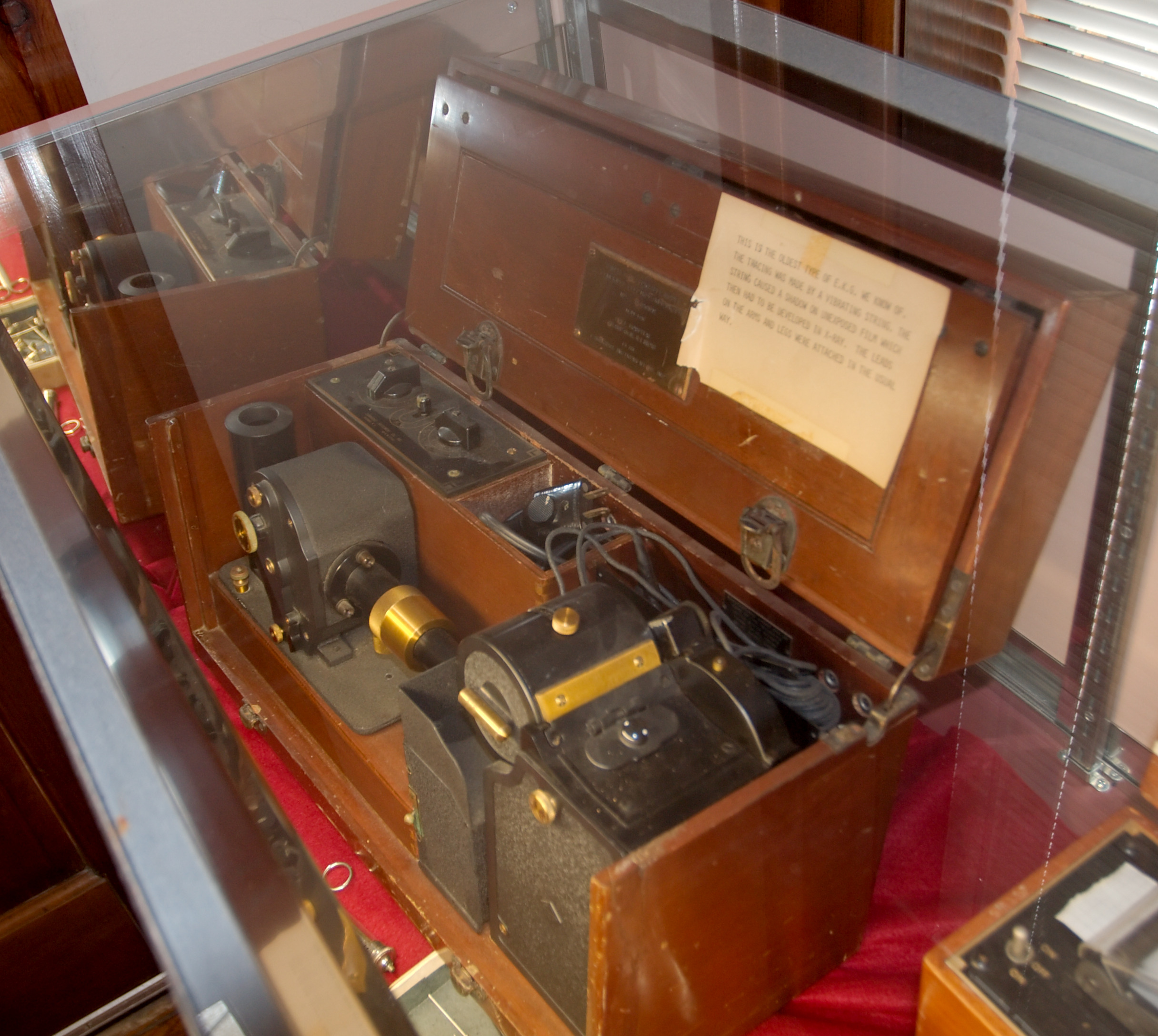
Удосконалена модель, випущена CSIC

Представникові компанії, який відвідав лабораторію Ейнтховена, не сподобалися можливості апарату в силу його громіздкості і вимогливості до людських ресурсів: він займав кілька столів, важив приблизно 270 кг і вимагав для повноцінного обслуговування до п'яти чоловік. Однак у своїй статті «Weiteres über das Elektrokardiogramm» (нім. Додатково про електрокардіограму, 1908) Ейнтговен показав діагностичне значення електрокардіографії. Це стало серйозним аргументом, і в 1908 році CSIC почала роботи з удосконалення апарату; в тому ж році був зроблений і проданий британському фізіологові Е. А. Шеферу перший зроблений компанією електрокардіограф.
До 1911 року була розроблена «настільна модель» апарата, власником однієї з яких став Томас Льюїс. Використовуючи свій апарат, Льюїс вивчив і класифікував різні типи аритмії, ввів нові терміни: Пейсмейкер, екстрасистола, миготлива аритмія і опублікував кілька статей і книг про електрофізіологію серця. Пристрій і керування апаратом все ж залишалося скрутним, про що побічно свідчить десятисторінковома інструкція, що додається до нього. у період з 1911 по 1914 роки було продано 35 електрокардіографів, десять з яких було надіслано до США. Після війни було налагоджено виробництво апаратів, які можна було б підкотити безпосередньо до лікарняного ліжка. До 1935 року вдалося знизити вагу апарату до приблизно 11 кілограм, що відкрило широкі можливості до його використання в медичній практиці.

### Трикутник Ейнтговена

Схематичне представлення трикутника Ейнтговена

У 1913 році Віллем Ейнтговен у співпраці з колегами опублікував статтю, у якій запропонував до використання три стандартних відведення: від лівої руки до правої, від правої руки до ноги і від ноги до лівої руки з різницями потенціалів: V  1 , V  2  і V  3  відповідно. Така комбінація відведень становить електродинамічний рівносторонній трикутник з центром у джерелі струму в серці. Ця робота поклала початок векторкардіографії, що розвинулася в 1920-х роках ще за життя Ейнтговена.

### Закон Ейнтговена
Закон Ейтговена є наслідком закону Кірхгофа і стверджує, що різниця потенціалів трьох стандартних відведень підкоряються співвідношенню V 1V3 = V2. Закон застосовується, коли внаслідок дефектів запису не вдається ідентифікувати зубці P, Q, R, S, T і U для одного з відведень; в таких випадках можна обчислити значення різниці потенціалів, за умови, якщо для інших відведень отримані нормальні дані.

## Визнання
У 1924 році Ейнтговен був удостоєний Нобелівської премії з фізіології і медицині з формулюванням «За відкриття техніки електрокардіограми».
Дослідження Віллема Ейнтговена часом зараховуються до десяти найбільшим відкриттів у сфері кардіології у двадцятому столітті.